# Фридрих II (курфюрст Пфальца)
Фридрих II Пфальцский (нем. Friedrich II. von der Pfalz; 9 декабря 1482, Винцинген, Нойштадт-ан-дер-Вайнштрасе — 26 февраля 1556, Альцай) — курфюрст Пфальца с 1544 года.

## Биография
Фридрих был четвёртым сыном курфюрста Филиппа Пфальцского и наследовал своему старшему брату Людвигу.
Служил интересам Габсбургского дома и габсбургской политике, как в качестве дипломата, так и полководца. Его верная служба не была вознаграждена и когда он попросил руки одной габсбургской принцессы, ему под различными предлогами было отказано.
Он содействовал распространению реформации в Пфальце и заботился о развитии Гейдельбергского университета. Был женат на принцессе Доротее Датской. Умер бездетным. Ему наследовал его племянник, пфальцграф Пфальц-Нойбурга Отто Генрих.
Интересную биографию Фридриха составил его секретарь, Hubertus Thomas Leodius: «Annales de vita et rebus gestis Friderici II electoris palatini» (Франкфурт, 1624; переведена на немецкий язык).